# خاویر دورادو
خاویر دورادو (به انگلیسی: Javier Dorado؛ زادهٔ ۱۷ فوریهٔ ۱۹۷۷ – درگذشتهٔ ۲۷ فوریهٔ ۲۰۲۵) یک بازیکن فوتبال اهل اسپانیا بود.
از جمله باشگاه‌هایی که وی در آن‌ها بازی کرده‌، می‌توان به باشگاه فوتبال رئال مادرید سی، باشگاه ورزشی رئال مایورکا، باشگاه فوتبال رایو وایکانو، باشگاه فوتبال رئال مادرید، باشگاه فوتبال رئال مادرید کاستیا، باشگاه فوتبال آلمریا، باشگاه فوتبال اسپورتینگ خیخون و باشگاه فوتبال مالاگا اشاره کرد.
وی همچنین در تیم ملی فوتبال زیر ۲۱ سال اسپانیا بازی کرده‌است.

دورادو در ۲۷ فوریهٔ ۲۰۲۵، در سن ۴۸ سالگی درگذشت.